# آندراده (بازیکن فوتبال، زاده ۱۹۸۱)
ژوائو هنریکه دی آندراده آمارال (به پرتغالی: João Henrique de Andrade Amaral) هافبک اهل برزیل است که در شهر سائوپائولو و در تاریخ ۱۳ اکتبر ۱۹۸۱ به دنیا آمده‌است.
ژوائو هنریکه دی آندراده آمارال در تیم‌های فوتبال Mirassol، سانتوس، América (Mexico)، سانتاکروز، واسکو دوگاما، براگا، واسکو دوگاما سابقهٔ حضور دارد.